# Torbjörn Arvidsson
Torbjörn Arvidsson (* 6. Mai 1968) ist ein ehemaliger schwedischer Fußballspieler. Mit über 300 Spielen für Halmstads BK in der Allsvenskan ist der Abwehrspieler Rekordhalter innerhalb des Vereins. Im Laufe seiner aktiven Karriere gewann er sowohl den schwedischen Meistertitel als auch den Landespokal jeweils zweimal.

## Werdegang
Arvidsson begann seine Karriere bei Kalmar FF. Mit dem Zweitligisten zog er 1987 ins Endspiel um den Landespokal ein, in dem die Mannschaft um Peter Nilsson, Billy Lansdowne und Jan Jansson auf GAIS traf. Durch einen 2:0-Erfolg gegen den Göteborger Klub gewann er den ersten Titel seiner Laufbahn. Dennoch endete das Jahr für den Klub unerfreulich, da mit einem Punkt Rückstand auf IFK Hässleholm und Karlskrona AIF gemeinsam mit Skövde AIK ein Abstiegsplatz belegt wurde und er in die Drittklassigkeit abstieg. Arvidsson blieb dem Verein zunächst treu. In der Drittliga-Spielzeit 1988 lieferte sich seine Mannschaft mit Lunds BK ein Duell um den direkten Wiederaufstieg, der mit zwei Punkten Vorsprung letztlich erwirkt wurde.
Mittlerweile hatte Arvidsson jedoch höherklassig auf sich aufmerksam gemacht. Anfang 1989 schloss er sich dem vom Schotten Stuart Baxter betreuten Erstligaaufsteiger Halmstads BK an. An der Seite von Jan Jönsson, Jonas Dahlgren und Stefan Lindqvist verpasste er mit der Mannschaft als Tabellenfünfter nur knapp die Meisterschaftsendrunde. Im folgenden Jahr in den Abstiegskampf abgerutscht, stieg er mit dem Klub in der Herbstrunde der Spielzeit 1991 in die zweite Liga ab, schaffte dort aber im folgenden Frühjahr unter Trainer Mats Jingblad den Staffelsieg und in der anschließenden Herbstrunde den direkten Wiederaufstieg.
Mit dem Aufsteiger setzte sich Arvidsson erneut in der vorderen Tabellenhälfte fest, insbesondere Henrik Bertilssons Tore – gemeinsam mit Mats Lilienberg von Trelleborgs FF krönte er sich mit 18 Saisontoren zum Torschützenkönig der Allsvenskan – verhalfen der Mannschaft zum fünften Tabellenplatz in der Spielzeit 1993. Im Sommer 1995 zog er mit der Mannschaft in das zweite Pokalfinale seiner Karriere ein und mit einem 3:1-Erfolg über AIK gewann er auch dieses. Somit für den Europapokal der Pokalsieger qualifiziert, gehörte er neben Niklas Gudmundsson, Freddie Ljungberg und Niclas Alexandersson zur Mannschaft, die international aufhorchen ließ, als sie im Achtelfinalhinspiel den AC Parma mit einem 3:0-Sieg bezwingen konnte. Gegen den italienischen Klub ging das Rückspiel jedoch mit einer 0:4-Niederlage verloren.
Nachdem Jingblad den Klub Ende 1995 in Richtung IFK Göteborg verlassen hatte, übernahm Tom Prahl das Traineramt. Unter ihm weiterhin Stammspieler in der Defensive des Klubs holte er mit der Mannschaft in der Spielzeit 1997 den dritten Meistertitel der Vereinsgeschichte. An der Seite von Mats Lilienberg, Håkan Svensson und Jesper Mattsson bestritt er dabei im Saisonverlauf alle 26 Spiele und trug mit drei Torerfolgen zum Titelgewinn bei. In der Qualifikationsrunde zur Champions-League-Runde 1998/99 scheitere er jedoch mit der Mannschaft in der ersten Runde am bulgarischen Meister Litex Lowetsch. Auch in den folgenden beiden Jahren führte der mittlerweile zum Mannschaftskapitän aufgestiegene Abwehrspieler den Klub zu vorderen Tabellenplätzen, ehe in der Spielzeit 2000 der erneute Meisterschaftstriumph anstand.
Nach einer kurzen Phase im mittleren Tabellenbereich unter Jonas Thern übernahm dessen Assistent Janne Andersson die Trainerarbeit und führte den Klub zurück in die Spitzengruppe. Daran hatte Arvidsson jedoch kaum noch Anteil. Nach einem Bandscheibenvorfall in der Vorbereitung auf die Spielzeit 2004 unter der daraus resultierenden Operation fiel er langfristig aus und kam zu zwei Ligaeinsätzen beim Erreichen des zweiten Tabellenplatzes hinter Malmö FF. Nachdem er sich noch bis ins folgende Jahr erfolglos um ein Comeback bemüht hatte, beendete er im Herbst 2005 nach 306 Erstligaspielen seine Karriere endgültig. Im Anschluss wechselte er in den Trainerstab des Klubs.